# Breedbekstrandloper
De breedbekstrandloper (Calidris falcinellus synoniem: Limicola falcinellus) behoort tot de familie der strandlopers (Scolopacidae).

## Kenmerken
De breedbekstrandloper is 17 à 18 centimeter lang en is kleiner dan de bonte strandloper (Calidris alpina), maar groter dan de kleine strandloper (Calidris minuta). De soort heeft opvallend korte poten en een lange snavel met een zwarte basis en een geknikte punt. De bovenzijde is donker met lichte, snipachtige strepen. De onderzijde is wit. In de winter is hij meer grijs van kleur.

### Geluid
De breedbekstrandloper produceert een rollende tsrrriek en in de vlucht een korte tik.

### Leefwijze
Het voedsel van de breedbekstrandloper bestaat uit insecten, slakken, wormen en zaden.

## Verspreiding en leefgebied
De breedbekstrandloper komt voor op begroeide slikken, op vloeivelden en in moerassen en in mindere mate langs de zeekust. Het broedgebied bevindt zich in Noord-Europa en in Siberië in natte venen en in moerassen. Het overwinteringsgebied van de Europese populatie bevindt zich in het Middellandse Zeegebied, terwijl de Siberische populatie in Zuidoost-Azië de winter doorbrengt. In Nederland is het een onregelmatige gast in België een dwaalgast.
De soort telt 2 ondersoorten:
- C. f. falcinellus: van noordelijk Europa tot noordwestelijk Siberië.
- C. f. sibirica: noordoostelijk Siberië.

## Status
De breedbekstrandloper heeft een groot verspreidingsgebied en de grootte van de populatie werd in 2024 geschat op 96.000 tot 136.000 individuen. Sinds 2020 bleek uit diverse publicaties dat de populatieaantallen met meer dan 30% dalen gedurende de afgelopen drie generaties (13 jaar). De oorzaken van deze dalingen zijn niet goed bekend, maar de drooglegging van veengebieden voor de bosbouw in de broedgebieden is een mogelijke oorzaak, naast habitatverlies in de doorgangsgebieden tijdens de vogeltrek en in de overwinteringsgebieden. Bovendien zijn er de negatieve effecten van landaanwinning, jacht en verstoring door visserijactiviteiten. Om deze redenen staat deze strandloper als kwetsbaar op de Rode Lijst van de IUCN.